# Linea Aonami
La linea Aonami  (あおなみ線?, Aonami-sen) è una ferrovia suburbana a scartamento ridotto che collega la stazione centrale di Nagoya con quella di Kinjō-Futō, nella zona portuale della città. L'infrastruttura è gestita dalla Nagoya Rinkai Rapid Transit (名古屋臨海高速鉄道?, Nagoya Rinkai Kōsoku Tetsudō) e il nome ufficiale è linea Nishi-Nagoyakō  (西名古屋港線?, Nishi-Nagoyakō-sen).
La ferrovia in origine era una linea merci di JR Freight al servizio del porto di Nagoya, ma nel 2006 venne convertita per offrire anche servizi passeggeri. Tuttora è comunque utilizzata anche per trasportare merci da e verso il porto di Nagoya.

## Servizi
Sulla linea circolano solo treni locali, fermanti a tutte le stazioni lungo il percorso. La frequenza tipica è di un treno ogni 15 minuti, che scendono a 10 minuti durante l'ora di punta del mattino e della sera.

## Stazioni
- Tutte le stazioni si trovano a Nagoya.

| Codice | Stazione           | Giapponese     | Distanza interst. | Distanza totale | Collegamenti | Posizione   |
| ------ | ------------------ | -------------- | ----------------- | --------------- | --- | ----------- |
| AN01   | Nagoya             | 名古屋         | 0.0               | 0.0             | JR Central: Tōkaidō Shinkansen Linea Chūō Linea Kansai Linea Tōkaidō Meitetsu: Linea Nagoya Kintetsu: Linea Nagoya Metropolitana di Nagoya: Linea Higashiyama Linea Sakura-dōri | Nakamura-ku |
| AN02   | Sasashima-raibu    | ささしまライブ | 0.8               | 0.8             | | Nakamura-ku |
| AN03   | Komoto             | 小本           | 2.5               | 3.3             | | Nakagawa-ku |
| AN04   | Arako              | 荒子駅         | 1.0               | 4.3             | | Nakagawa-ku |
| AN05   | Minami-Arako       | 南荒子駅       | 0.9               | 5.2             | | Nakagawa-ku |
| AN06   | Nakajima           | 中島           | 0.6               | 5.9             | | Nakagawa-ku |
| AN07   | Nagoya Keibajō-mae | 名古屋競馬場前 | 1.2               | 7.1             | | Minato-ku   |
| AN08   | Arakogawakōen      | 荒子川公園     | 1.1               | 8.2             | | Minato-ku   |
| AN09   | Inaei              | 稲永           | 1.6               | 9.8             | | Minato-ku   |
| AN10   | Noseki             | 野跡           | 2.3               | 12.1            | | Minato-ku   |
| AN11   | Kinjō-Futō         | 金城ふ頭       | 3.1               | 15.2            | | Minato-ku   |